# Meluwiting
Meluwiting is een bestuurslaag in het regentschap Lembata van de provincie Oost-Nusa Tenggara, Indonesië. Meluwiting telt 1445 inwoners (volkstelling 2010).